# Damita
Damita Bass mais conhecida como Damita Haddon é uma cantora gospel americana. Damita lançou seu primeiro álbum, intitulado Damita, em 2000 pela Atlantic Records. Seu segundo álbum, No Looking Back, foi lançado em 2008 pela Tyscot Records. O primeiro single do álbum foi a faixa-título, "No Looking Back".

## Vida pessoal
Damita foi casada com o cantor vencedor do Stellar Awards, Deitrick Haddon. No entanto, uma recente atualização na conta do Facebook de Deitrick  diz que o casal não está mais junto e não tem sido por mais de um ano.

## Discografia
- 2000 Damita (Atlantic Records)
- 2008 No Looking Back (Tyscot Records)
- 2012 Anticipation (Tyscot Records)

## Lista da trilha
- 2000: Damita

1. "Why"
2. "Truth"
3. "Life"
4. "Spirit Inside"
5. "Calvary"
6. "Hold On To Your Faith"
7. "I Can Feel Him"
8. "If Ever"
9. "Won't Be Afraid"
10. "Real Friend"
11. "The Wedding Song"
12. "Day Go By"
13. "Holdin' On"

- 2008: No Looking Back

1. "Plain & Simple"
2. "Say Yes"
3. "Best Thing"
4. "Midnite"
5. "I Will Trust(Intro)"
6. "I Will Trust"
7. "Great God"
8. "No Looking Back"
9. "Crossing Over"
10. "Don't Leave Me Lonely"
11. "Torn Up"
12. "I Won't Complain"
13. "Pray"
14. "No Looking Back (Pop Gospel Mix)"

- 2012: Anticipation

1. "Won't Turn Back"
2. "Still Here"
3. "Praise U Now"
4. "Amazing God"
5. "Be Revealed"
6. "Elevate Me"
7. "Don't Walk Away"
8. "Anticipation (Waitin 4 U)"
9. "TTLO (Turn The Lights On)"
10. "I Love You"
11. "Super She'ro"[4]